# YPbPr

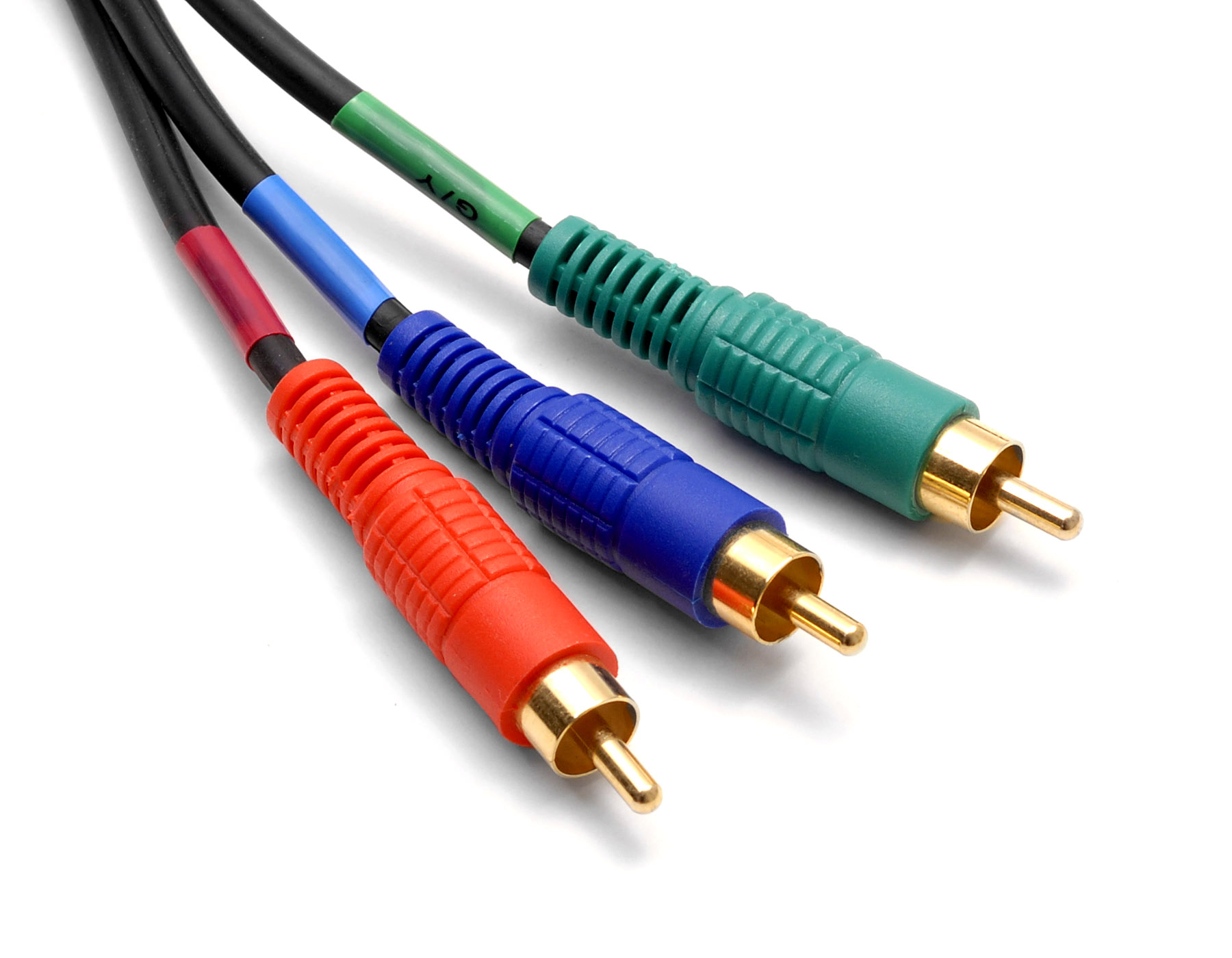
YP_{b}P_{r} jest analogowym sygnałem wideo prowadzonym przez komponentowy kabel wideo w elektronice użytkowej. Zielony kabel odpowiada za sygnał Y, niebieski – P_{B}, a czerwony – P_{R}.

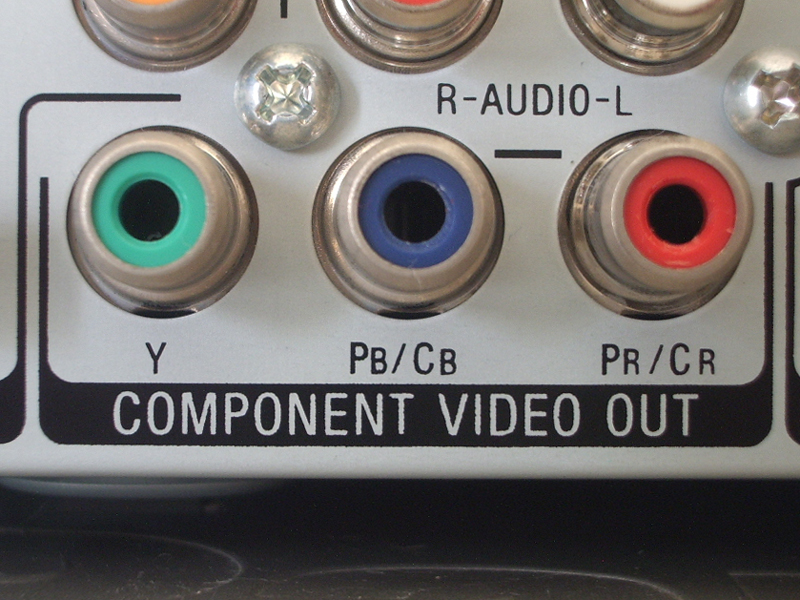
Żeńskie złącza RCA jako wyjście sygnału wideo YP_{b}P_{r} z set-top-box, odtwarzacza DVD i podobnych urządzeń. Żeńskie złącza w takiej konfiguracji są także wykorzystywane jako wejścia sygnału YP_{b}P_{r} na urządzeniach wyświetlających, takich jak telewizory.

YPbPr (tzw. component video) – standard analogowego przesyłania obrazu, niegdyś popularny w zastosowaniach profesjonalnych, obecnie wychodzący z użycia na rzecz transmisji cyfrowej. Szczególnie popularny w sprzęcie do odbioru telewizji wysokiej rozdzielczości HDTV, sprzęcie DVD oraz set-top boxach. Przy pomocy standardu YPbPr można nawet osiągnąć rozdzielczość Full HD 1080p bez potrzeby kabla HDMI- pod warunkiem, że wszystkie połączone ze sobą urządzenia posiadają odpowiednie złącza i potrafią obsługiwać takie rozdzielczości. Sygnał FullHD na złączach RCA obsługiwały m.in. wczesne modele konsol XBOX 360 i PlayStation 3 (późniejsze modele konsol były już wyposażone w wyjście HDMI). W porównaniu z przesyłaniem obrazu za pośrednictwem HDMI, component video oferuje zbliżoną jakość obrazu, ale silnie uzależnioną od jakości zastosowanego okablowania. Nieliczny sprzęt nieposiadający złącz kompozytowych może wysyłać taki sygnał przez złącze SCART (należy wtedy wykorzystać przejściówkę SCART – Component video).

## Szczegóły techniczne
Standard YPbPr polega na przesyłaniu sygnału za pomocą trzech składowych (komponentów) transmitowanych po niezależnych kablach dla zmniejszenia wpływu zewnętrznych zakłóceń oraz strat sygnału. Komponentami tymi są: Y (złącze zielone) – luminancja, Pb (złącze niebieskie) – niebieska składowa różnicowa (Y-B) chrominancji, Pr (złącze czerwone) – czerwona składowa różnicowa (Y-R) chrominancji. Jest odpowiednikiem cyfrowego standardu YCbCr.

## D-Terminal

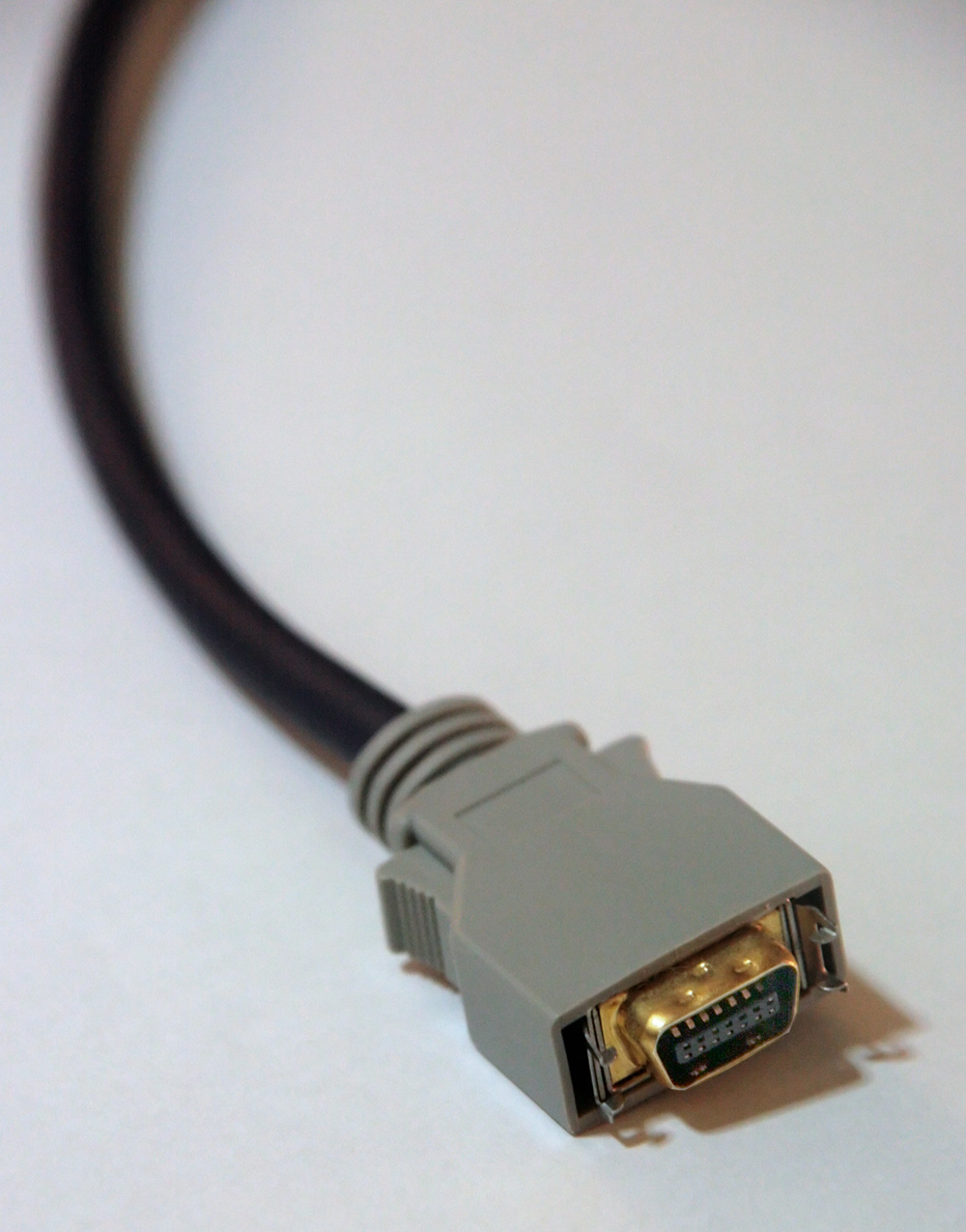
Kabel D-Terminal

D-Terminal lub D-tanshi (Ｄ端子) jest Japońskim odpowiednikiem YPbPr, wykorzystującym własną trapezoidalną wtyczkę. D-Terminal poza sygnałami YPbPr posiada również piny odpowiadające za wybór rozdzielczości, proporcji obrazu oraz trybu wyświetlania. Standard ten jest kompatybilny z YPbPr.
Rozdzielczości obsługiwane przez poszczególne wersje – PAL:
- D5: 1080p / 720p / 1080i / 576p(NTSC: 480p) / 576i(NTSC: 480i)
- D4: 1080i / 720p / 576p(NTSC: 480p) / 576i(NTSC: 480i)
- D3: 1080i / 576p(NTSC: 480p) / 576i(NTSC: 480i)
- D2: 576p(NTSC: 480p) / 576i(NTSC: 480i)
- D1: 576i(NTSC: 480i)